# Flavio Secondino
Flavio Secondino (latino: Flavius Secondinus; fl. 492-515) è stato un politico bizantino.
Era cognato dell'imperatore Anastasio I, avendone sposato la sorella Cesaria, da cui ebbe Pompeo e Ipazio (consoli rispettivamente nel 500 e 501).
La sua carriera lo vide praefectus urbi di Costantinopoli nel 492, poi patricius (già nel 503) e console nel 511.
Nel 515 partecipò alle negoziazioni per il pagamento del riscatto per Ipazio a Flavio Vitaliano.